# Makronukleus

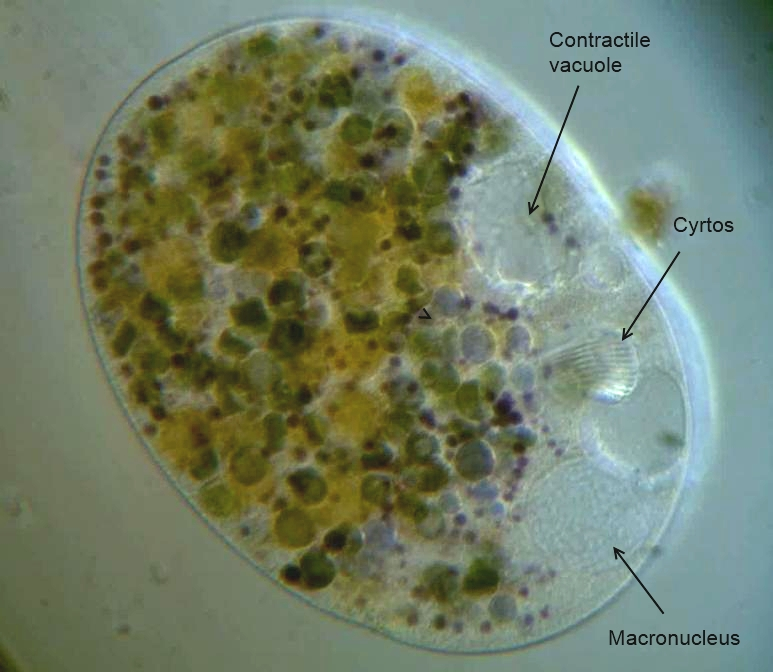
Makronukleus u orzęska z rodzaju Nassula widoczny w prawym dolnym rogu

Makronukleus, makrojądro – występujące u orzęsków (Ciliata) wyspecjalizowane jądro wegetatywne. Wraz z mikronukleusem – drugim, mniejszym od niego jądrem generatywnym – tworzą aparat jądrowy (dualizm jądrowy). Rola makrojądra polega na zapewnieniu ekspresji genów i regulacji procesów komórkowych. Nie bierze udziału w dziedziczności i procesie płciowym.
Nazwa makronukleus pochodzi z połączenia greckiego słowa: μακρός (duży, długi) oraz łacińskiego nucleus (pestka, jądro orzecha).
Makrojądro zwykle zawiera liczne jąderka. Charakteryzuje się wysoką aktywnością transkrypcyjną i wysoką poliploidią. Z reguły powstaje w procesie koniugacji z jednego z jąder powstałych po drugim podziale mitotycznym. DNA makrojądra nie zawiera kompletu chromosomów. W czasie powstawania makrojądra zachodzi wielokrotna replikacja DNA połączona z rearanżacją materiału genetycznego, polegającą na wycięciu większości niekodujących sekwencji DNA oraz dodaniu telomerów do powstałych fragmentów DNA.